# Сможанка
Смо́жанка — річка в Українських Карпатах, у межах Стрийського і Самбірського районів Львівської області. Права притока Стрию (басейн Дністра).

## Опис
Довжина 14 км, площа басейну 77,6 км². Річка типово гірська. Долина переважно вузька і глибока. Заплава у багатьох місцях однобічна. Річище слабозвивисте. Дно кам'янисте, з численними перекатами.

## Розташування
Сможанка бере початок на південь від села Нагірного. Тече в межах Стрийсько-Сянської Верховини переважно на захід (частково — на північний захід). Впадає до Стрию біля східної частини села Маткова.
Притоки: Поточинки, Красний, Краснянка, Мохнате (праві); Бахінський (ліва);
Над річкою розташовані села: Нагірне, Долинівка, Сможе.